# Jonatan Penalba
Jonatan Penalba (L'Alcúdia, 20 de maig de 1991) és un cantaor valencià. Als 16 anys entrà a formar part del Grup de Balls Populars Les Folies de Carcaixent.
Es diu que la seua veu canta com ho fan els majors, i ha rebut formació de Pep Moreno (en el cas de les albaes) i Victoria Sousa (pel que fa al cant d'estil). Jonatan Penalba s'ha introduit també en el món del folk. El 2018 publica el primer disc en solitari, De soca-rel, on aborda la música tradicional amb aires renovats i actuals. Hi barreja instruments tradicionals i moderns, i temes clàssics contemporanis (com Tio Canya, d'Al Tall), amb el cant de batre, el fandango i la jota. L'any 2020, va guanyar el premi Carles Santos al millor disc de difusió i de mestissatge i publica el seu segon treball, Reversions.

## Discografia
- De soca-rel (Temps Record, 2018)
- REVERSIONS (Temps Record, 2020)